# Baro (Ciad)
Baro  è un comune del Ciad situato nel dipartimento di Guéra, provincia di Guéra.